# T2 (Tastaturbelegung)

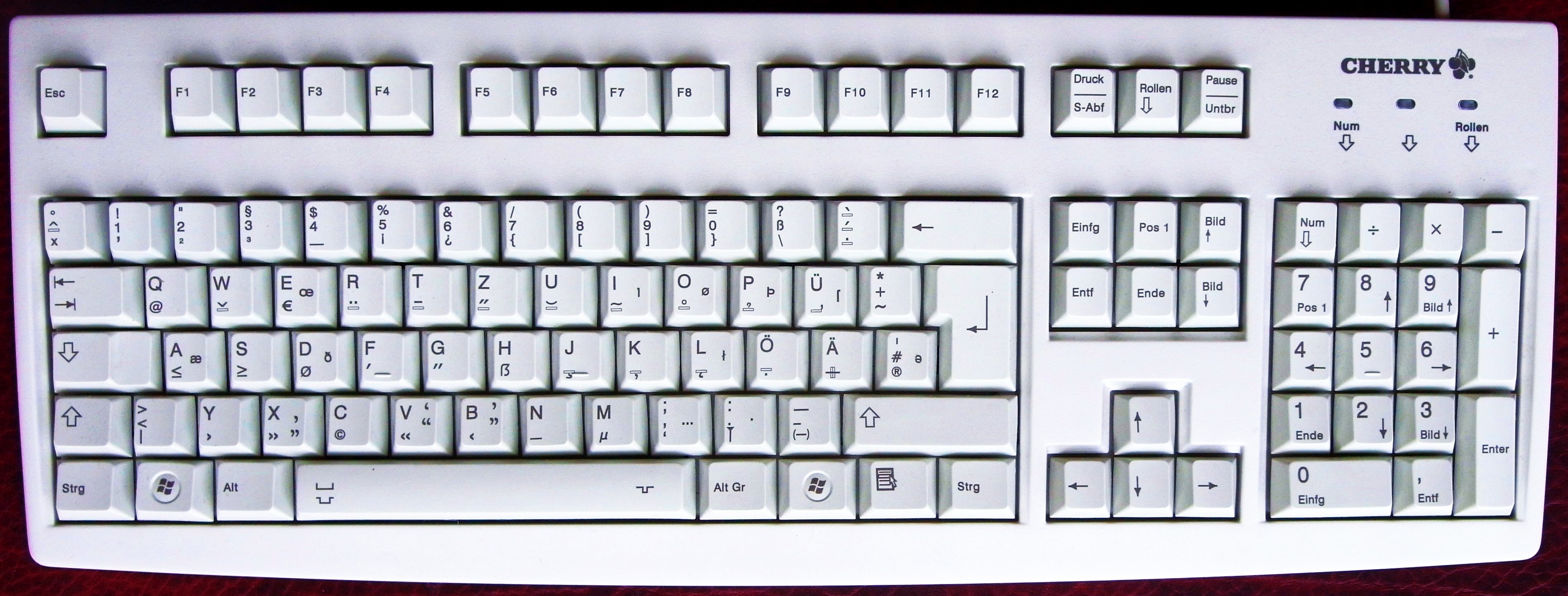
Standard-PC-Tastatur mit Tastaturbelegung T2 nach DIN 2137-1:2012-06

Die Tastaturbelegung T2 („Tastaturbelegung 2“) ist eine der drei in der 2012 erschienenen, mittlerweile durch eine Neufassung abgelösten DIN-Norm-Fassung 2137-1:2012-06 festgelegten deutschen Standard-Tastaturbelegungen für Deutschland und Österreich. Da sie die Eingabe aller lateinschriftlichen Amtssprachen ermöglicht, wurde sie nach ihrem Erscheinen in Pressemeldungen und kommerziellen Produktbeschreibungen auch als Europatastatur (bzw. Europa-Tastatur) oder Europa-Layout bezeichnet.

## Geschichte
Die 2010/2011 grundlegend überarbeitete deutsche Norm DIN 2137:2012-06 Tastaturen für die Daten- und Texteingabe definierte drei aufeinander aufbauende Tastaturbelegungen:
- T1 („Tastaturbelegung 1“): Diese entspricht der deutschen Tastatur für die Daten- und Textverarbeitung in der Vorgängerfassung DIN 2137-2:2003. Der beim Erscheinen der genannten Normfassung und auch bei Erscheinen der Nachfolgefassung (Dezember 2018) vorhandene Bestand an deutschen Rechnertastaturen entspricht zum Großteil dieser Belegung.
- T2 („Tastaturbelegung 2“): Dies ist die hier beschriebene Tastaturbelegung.
- T3 („Tastaturbelegung 3“): Diese enthält zusätzlich alle in der internationalen Norm ISO/IEC 9995-3:2010 aufgelisteten Zeichen, ist aber im Vergleich zur Belegung T2 weniger übersichtlich. Mit der 2018 erschienenen Nachfolgefassung der Norm, DIN 2137:2018-12, wurde diese Belegung obsolet.

Die Tastaturbelegung T2 hatte in den Jahren nach ihrem Erscheinen keine erhebliche Verbreitung erfahren. Daraufhin wurde sie in der 2018 erschienen Nachfolgefassung der Norm, DIN 2137:2018-12, durch eine überarbeitete Belegung ersetzt (Tastaturbelegung E1), die speziell die mit Alt Gr eingebbaren Zeichen übersichtlicher anordnet und eine mit aktuellen Betriebssystem-Treibermodellen kompatible Gruppenumschaltung anbietet.

## Beschreibung
Die Belegung verwendet eine „sekundäre Gruppe“, also Zeichen, die mit Hilfe einer Gruppenumschaltung eingegeben werden. Gemäß der internationalen Norm ISO/IEC 9995-1:2009 sind bei solchen Tastaturbelegungen die Zeichen der primären Gruppe stets am linken Rand der Tastenfläche darzustellen, und die Zeichen der sekundären Gruppe am rechten Rand. Die nach Erscheinen der Norm produzierten Tastaturen entsprachen dieser Norm, dies gilt ebenfalls für die folgende Abbildung.
Die in der Abbildung links unten auf den einzelnen Tastenköpfen gezeigten Zeichen werden durch gedrückt halten der Alt Gr und der entsprechenden Taste eingegeben, Alt Gr+H ergibt somit zum Beispiel das Zeichen ẞ.
Einige Funktionen sind als ergänzende diakritische Zeichen geplant, dabei wird zuerst Alt Gr und die entsprechende Taste gedrückt und dann beide Tasten wieder losgelassen. Es erscheint noch kein Zeichen. Das nächste eingegebene Zeichen wird dann mit dem diakritischen Zeichen versehen. So ergibt Alt Gr+W und danach die Taste S ein s mit Hadschek: š.
In der dargestellten Tastatur sind die neuen Zeichen in blau, grün oder rot dargestellt.
- Die blauen Zeichen werden mit Alt Gr und der entsprechenden Taste eingegeben (ggf. bei diakritischen Zeichen noch gefolgt von einer weiteren Taste).

- Grün dargestellte Buchstaben sind nur als Kleinbuchstaben verfügbar und werden zweistufig eingegeben: zuerst wird durch gemeinsames Drücken von Alt Gr und der Taste mit dem Gradzeichen ° (links oben) ein weiterer Modus aktiviert der dann das Eingeben des grünen Zeichens durch Alt Gr und der entsprechenden Taste erlaubt

- Rot dargestellte Buchstaben: Diese werden über denselben Modus wie die grünen Buchstaben eingegeben, für diese ist aber auch der zugehörige Großbuchstabe eingebbar (mit gleichzeitiger Betätigung von ⇧ bei der Eingabe des zweiten Zeichens).

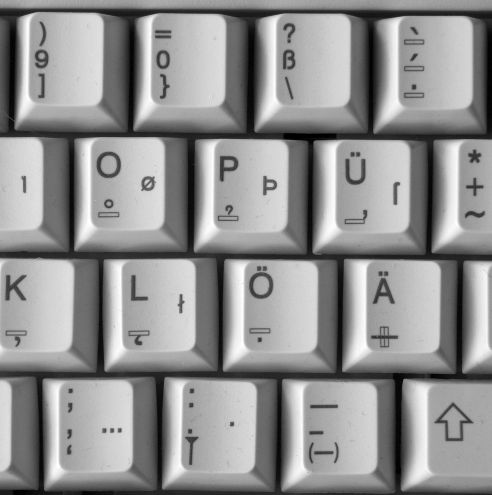
Eine 2012 produzierte T2-Tastatur (Ausschnitt) mit schmalen Rechtecken als Tottasten-Kennzeichnung. Die am rechten Tastenrand gravierten Zeichen werden mit Gruppenumschaltung gewählt.

### Tottasten
Tottasten für diakritische Zeichen sind durch schmale Rechtecke markiert, die auch die Lage des diakritischen Zeichens zum Grundbuchstaben markieren.
Um beispielsweise das Zeichen Ç (groß geschriebenes C mit Cedille) einzugeben, drückt man bei der T2-Tastaturbelegung die Tasten Alt Gr + J, lässt diese los und drückt anschließend die Tasten ⇧ + C.

### Gruppenumschaltung
Die rechts auf den Tastenköpfen dargestellten Zeichen werden mit ⇨ eingegeben (Gruppenumschaltung). Ist diese Taste nicht verfügbar, verweist die Norm auf die internationale Normreihe ISO/IEC 9995, die hier die Tastenkombination Alt Gr + Umschalttaste vorsieht.
Da die Gruppenumschaltung mit dieser Tastenkombination nicht mit den Tastaturtreibern in Microsoft Windows verträglich ist (Stand Juni 2012), verwendet z. B. die Treibervariante „T2-gravurkompatible Tastatur“ die Tastenkombination Alt Gr+^ (letztere ist die Zirkumflex-Taste links oben). Ältere Treibervarianten verwenden die Kombination Alt Gr + d.
So wird dort z. B. eingegeben:
- isländisches þ (Kleinbuchstabe): Alt Gr+^, danach p.
- isländisches Þ (Großbuchstabe): Alt Gr+^, danach ⇧ Umschalttaste+P.
- Langes s („ſ“): Alt Gr+^, danach ü.

Die deutsche Tastaturnorm DIN 2137:2012-06 verweist auf die internationale Normgruppe ISO/IEC 9995. Insbesondere verwenden die Tastaturbelegungen T2 und T3 die sekundäre Gruppe (“secondary group”) gemäß ISO/IEC 9995-3:2010. Dadurch erklären sich die Anordnungen z. B. des Lang-s auf der „Ü“-Taste, des „Ə“ auf der „#“-Taste, oder der Anführungszeichen.

### Besondere Zeichen
Alt Gr + Ä ist der Querstrichakzent, zum Beispiel zum Eingeben des serbokroatischen Ð/đ und des maltesischen Ħ/ħ, sowie (auf die Leertaste angewendet) für das korrekte (in Ausmaß und Lage zum Pluszeichen passende) Minuszeichen.
Alt Gr + . ist der Bindehemmer, der beispielsweise bei „Auflage“, zwischen „f“ und „l“ eingegeben, die automatische Anwendung einer Ligatur verhindert.

### Nachbeschriftung einer Tastatur
Bei Tastaturbelegungen ohne sekundäre Gruppe (wie die weitverbreitete deutsche Tastaturbelegung T1) werden die Zeichen der dritten Ebene der primären Gruppe (d. h. die mit Alt Gr eingegebenen Zeichen) rechts unten auf den Tastenoberflächen dargestellt. In diesem Fall können die Zeichen der sekundären Gruppe in der rechten oberen Ecke der Tastenoberflächen hinzugefügt werden. Die Folgefassung der DIN 2137 (DIN 2137-01:2018-12) erlaubt dies ausdrücklich, zumal die Kleinbuchstaben auch die zugehörigen (mit der Umschalttaste einzugebenden) Großbuchstaben symbolisieren können.
Die folgende Abbildung zeigt, wie eine übliche Tastatur (T1-Tastatur) zu einer T2-Tastatur nachbeschriftet werden kann (die zu ergänzenden Symbole sind farbig dargestellt). Dass eine solche Nachbeschriftung möglich ist, ergibt sich aus der Design-Anforderung, dass für Zehnfinger-Blindschreiber gegenüber der T1-Belegung nur neue Fingerkombinationen hinzukommen durften, aber keine Fingerkombination geändert werden durfte. In dieser Abbildung ist die Gruppenumschaltungs-Taste an der in tatsächlich verfügbaren Treibern implementierten Position (linke Taste in der obersten Reihe) mit dem dafür in der neueren Normfassung DIN 2137-01:2018-12 festgelegten „Extra-Wahltasten“-Symbol beschriftet.

## Verfügbarkeit
Es fand sich lediglich ein einziger Hersteller (Cherry), der seit 2012 eine mit T2-konformen Tastenbeschriftungen versehene Tastatur auf dem Markt anbot. Diese wurde nach Erscheinen der nachfolgenden Normfassung DIN 2137-1:2018-12 aus der Produktpalette auf der Website des Herstellers entfernt, wobei Restbestände noch einige Monate danach von diversen Händlern angeboten wurden.
In vielen Linux-Distributionen lässt sich die T2-Tastatur von Haus aus als Tastaturlayout auswählen.